# راديو وتلفزيون أيرلندا
راديو وتلفزيون أيرلندا (بالأيرلندية: Raidió Teilifís Éireann) ويشار لها اختصاراً باسم أر تي إي (بالإنجليزية: RTÉ)‏ هي شركة شبه حكومية للإعلام الوطني في أيرلندا، وهي مكونة من محطة مذياع وتلفزيون وموقع إنترنت، بدأ الراديو بثه في 1 يناير 1926، فيما بدأ التلفزيون بثه في 31 ديسمبر 1961، وهي أقدم محطة إعلامية في أيرلندا وتبت باللغتين الإنجليزية والأيرلندية.

## التاريخ

### التأسيس والتسمية

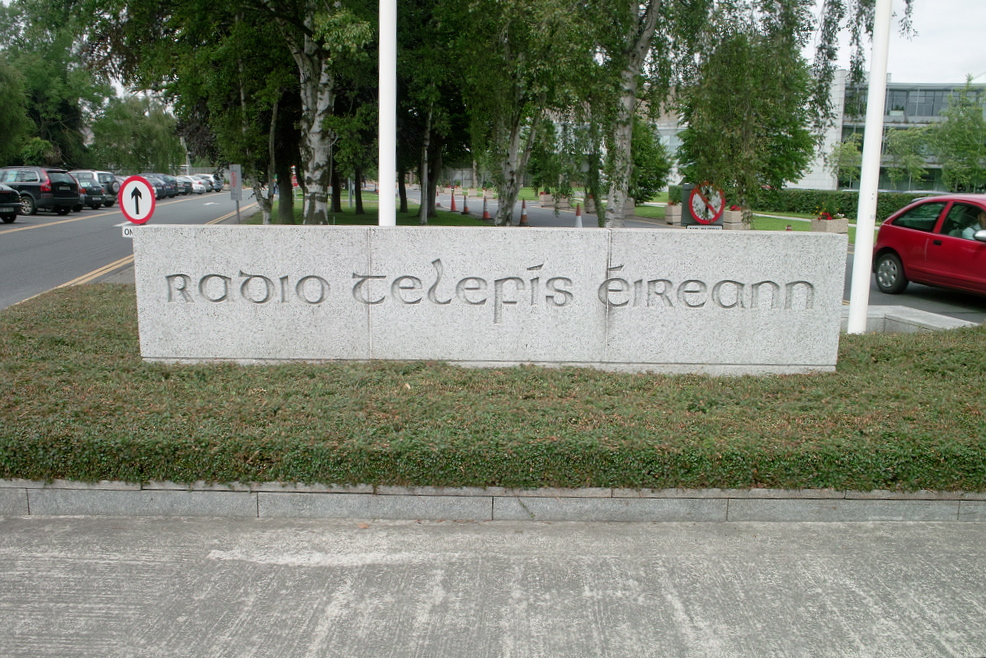
مدخل حرم راديو وتلفزيون إيرلندا في دونيبروك

بدأ البث في أيرلندا عام 1926 مع محطة 2RN الاذاعية في دبلن. منذ ذلك الوقت وحتى يونيو 1960، عملت الخدمة الإذاعية (2RN ، لاحقًا Radio Éireann) كقسم من قسم البريد والبرق، وكان أولئك الذين يعملون في الخدمة يعملون مباشرة الحكومة الأيرلندية ويعتبرون موظفين مدنيين.
تأسست أر تي إي في 1 يونيو 1960 (باسم Radio Éireann) بموجب قانون هيئة الإذاعة لعام 1960، وهو التشريع الرئيسي الذي لا تزال تعمل بموجبه. تم نقل خدمة Radio Éireann الحالية إلى السلطة الجديدة، والتي أصبحت أيضًا مسؤولة عن الخدمة التلفزيونية الجديدة (Telefís Éireann). بدأت الخدمة التلفزيونية البث في 31 ديسمبر 1961، من موقع الإرسال كيبور بالقرب من دبلن. كان إيمون أندروز أول رئيس لراديو إيرين، وكان أول مدير عام هو إدوارد روث. تم تغيير اسم المنظمة، بناءً على اقتراح شين ني تشيانين، إلى راديو راديو وتلفزيون أيرلندا Radio Telefís Éireann بواسطة قانون هيئة الإذاعة (المعدل) لعام 1966، وأصبحت خدمات الراديو والتلفزيون تُعرف باسم راديو وتلفزيون أيرلندا (آر تي إي) في ذلك العام.
غيّر القسم 113 من قانون البث لعام 2009 اسم المنظمة من (Radio Telefís Éireann) إلى (Raidió Teilifís Éireann)، ليعكس التهجئة القياسية الحالية للاسم باللغة الأيرلندية. لا تزال التهجئة (Radio Telefís Éireann) محفورة في الحجر عند مدخل مقرها الرئيسي في دبلن، دونيبروك.

### حظر البث
بموجب المادة 31 من قانون هيئة الإذاعة لعام 1960، يمكن لوزير البريد والبرق في ذلك الوقت توجيه آر تي إي بعدم بث أي موضوع أو أي مسألة من فئة معينة". في عام 1971 صدر أول توجيه من هذا القبيل من قبل جيرارد كولينز، موجهاً راديو وتلفزيون أيرلندا (آر تي إي) إلى عدم بث "أي موضوع يمكن حسابه للترويج لأهداف أو أنشطة أي منظمة تشارك في أو تروج أو تشجع أو تدعو إلى تحقيق أي هدف معين عن طريق العنف.". بعد مرور عام، رفض كولينز سلطة آر تي إي بأكملها بسبب تقرير مقابلة مع شون ماتك ستيوفاين، رئيس أركان الجيش الجمهوري الإيرلندي المؤقت. أبلغ كيفين أوكيلي، مراسل آر تي إي، عن مقابلته المسجلة مع شون ماتك ستيوفاين، ولم يبثها. تم سجنه لفترة وجيزة بتهمة الازدراء في قضية قضائية نشأت عن المقابلة، عندما تم اتهام شون ماتك ستيوفاين بعضوية الجيش الجمهوري الأيرلندي المؤقت. رفض أوكيلي تحديد ماك ستيوفين على أن ذلك صوته في مقابلته التي لم يتم بثها. وصادرت شرطة جاردا سيوشانا الشريط من منزله.
في عام 1976، تم تعديل القسم 31 من قبل كونور كروز أوبراين كوزير للبريد والبرق. أصدر توجيهًا جديدًا سنويًا لسلطة آر تي إي، يحظر بث المقابلات أو التقارير الخاصة بالمقابلات مع المتحدثين الرسميين أو ممثلي شين فين والجيش الجمهوري الإيرلندي المؤقت ومنظمات أخرى. كما تم منع آر تي إي من بث مقابلات أو تقارير عن مقابلات مع متحدثين رسميين لأي منظمة محظورة في أيرلندا الشمالية بموجب قانون أيرلندا الشمالية (أحكام الطوارئ) لعام 1973. وأعيد إصدار التوجيهات على أساس سنوي، حتى يناير 1993.
خلال أواخر السبعينيات، تم اتهام آر تي إي بتوسيع قواعد الرقابة إلى نظام للرقابة الذاتية. ظهرت أيضًا أقلية صغيرة من صانعي البرامج الذين وافقوا على القسم 31، وخاصة مؤيدي حزب العمال، بما في ذلك اوغان هاريس وجيري جريج الذين عارضوا السياسة الرسمية لهذا الحزب. تم تصوير معارضي الرقابة على أنهم متعاطفون سريون مع الجيش الجمهوري الإيرلندي، بما في ذلك المراسلة آنذاك، الرئيسة الأيرلندية لاحقًا، ماري ماكاليز. ووصفت التجربة بأنها «أصعب أوقات حياتي وأحلكها وأسوأها».
كان تأثير حظر المادة 31 أكثر شدة من حكم الرقابة الذي تم إدخاله في عام 1988 في المملكة المتحدة. منع الحظر البريطاني الكلام المباشر للأفراد الخاضعين للرقابة. ثم استخدم المذيعون أصوات الممثلين لدبلجة الخطاب المسجل للأشخاص الخاضعين للرقابة. لم يكن هذا مسموحًا لـ آر تي إي، التي مُنعت من بث «تقارير» المقابلات. فسر المذيعون البريطانيون مصطلح «المتحدث الرسمي» بشكل فضفاض أكثر من آر تي إي، التي حظرت جميع أعضاء Sinnشين فين سواء كانوا يتحدثون نيابة عن الحزب أم لا. أجرت بي بي سي مقابلة مع رئيس شين فين جيري ادامز كنائب عن ويست بلفاست في 1 أكتوبر 1990، متحدثًا عن البطالة في دائرته الانتخابية. ذكر لاري أوتول، الذي كان آنذاك عضوًا عاديًا في شين فين، هذا في رسالة إلى مدير الأخبار في آر تي إي جو مولهولاند في 30 أكتوبر 1990، بعد أن تم حظر أوتول من قبل آر تي إي كمتحدث باسم عمال المخابز المضربين. ثم طعن أوتول في حظر آر تي إي أمام المحكمة العليا. في 1992-1993، في قضية أوتول ضد آر تي إي، وجدت المحكمة العليا والمحكمة العليا أن آر تي إي قد وسعت بشكل غير قانوني وغير دستوري حظر الرقابة ليشمل أعضاء شين فين الذين لا يتحدثون نيابة عن شين فين. لم يؤثر حظر آر تي إي على محطات البث في المملكة المتحدة في جمهورية أيرلندا، حيث كان المشاهدون في الجمهورية، حتى عام 1988 على الأقل، لا يزالون قادرين على سماع أصوات ممثلي شين فين.

### القرن الواحد والعشرين
في عام 2004، اتفقت آر تي إي ووزير الاتصالات والموارد البحرية والطبيعية على أنه في المستقبل، ستعمل آر تي إي بموجب ميثاق بث الخدمة العامة.
في 29 يونيو 2005، عين الوزير أعضاء هيئة آر تي إي جديدة، لتحل محل السابقة المعينة في يونيو 2000. تم تعيين فينتان دروري، رئيس إدارة بلاتينيوم الرياضية، ورئيس بادي باور، رئيسًا لـراديو وتلفزيون أيرلندا (آر تي إي). الأعضاء الآخرون في السلطة هم ماريا كيليان، وباتريشيا كينغ، وإيان مالكولم، وباتريك مارون، وأونا ني كونير، وإيمير فينان، وستيفن أوبيرنز، وجو أوبراين. سوف تشغل الهيئة الجديدة منصبها لمدة لا تزيد عن ثلاث سنوات. في 11 كانون الثاني (يناير) 2006، استقال فينتان دروري من منصبه كرئيس لـ آر تي إي، مشيرًا إلى تضارب محتمل في المصالح في دوره كمستشار لمنظمي بطولة كأس رايدر للجولف ورئيسًا لإذاعة متورطة في خلاف حول حقوق البث. حدث هذا بعد مقترحات الحكومة الأيرلندية لإضافة البطولة إلى قائمة الأحداث الرياضية التي يجب بثها على التلفزيون الأرضي المجاني، والتي اعترض عليها البريطانيون سكاي برودكاستينغ، أصحاب الحقوق. في 22 فبراير 2006، تم تعيين ماري فينان رئيسة للراديو والتلفزيون الأيرلندي (آر تي إي).
في سبتمبر 2006، نشرت الحكومة النص المقترح لقانون البث لعام 2006. واقترحت أن تصبح آر تي إي و TG4 شركتين منفصلتين مقيدتين بالضمان، على أن يكون الوزير العضو الوحيد في كلتا الشركتين. ستكون آر تي إي ملزمة قانونًا بالموافقة على ميثاق كل خمس سنوات ونشر بيان الالتزامات كل عام، وتخضع لسلطة هيئة البث المقترحة في أيرلندا. تم تأجيل مشروع القانون، ولكن تم تقديمه أخيرًا إلى دويل أيرن في 14 أبريل 2008. يحتفظ قانون البث لعام 2009 بشركة آر تي إي كمؤسسة حكومية، ولكن تمت إعادة تسمية هيئة آر تي إي باسم مجلس إدارة آر تي إي وأدخلت تغييرات على طريقة تعيينها. كما غير تسمية الشركة إلى (Raidió Teilifís Éireann). مع ملاحظة The Irish Times أن هذا أدى بالتالي إلى إصلاح «خطأ إملائي استمر 40 عامًا». في غضون ذلك، منح قانون البث (المعدل) لعام 2007 تحكم آر تي إي بمضاعف إرسال واحد للتلفزيون الرقمي للأرض ومنحها مسؤوليات فيما يتعلق بالبث خارج الولاية. تماشياً مع ذلك، تجري آر تي إي والحكومة حاليًا مناقشات فيما يتعلق بقناة جديدة مقترحة لإطلاقها خارج الجمهورية. في أبريل 2007، أصبحت TG4 شركة حكومية مستقلة، بعد أن كانت في السابق شركة فرعية مملوكة بالكامل لـ آر تي إي.
في يوليو 2007، بدأت آر تي إي المشاركة في تجربة العرض بتقنية HD في دبلن، حيث عرضت برامج مثل كوكب الأرض ومباريات الرياضات الغيلية. أعلنت آر تي إي خطتها لإطلاق قناتين تلفزيونيتين أخريين.
في 24 فبراير 2009، عين وزير الاتصالات والطاقة والموارد الطبيعية أعضاء هيئة آر تي إي الجديدة، لتحل محل الهيئة السابقة المعينة في يونيو 2006. تم تعيين توم سافاج من عيادة الاتصالات رئيسًا لـ آر تي إي. الأعضاء الآخرون في السلطة هم باتريشيا كوين، وكارلين ليلينجتون، وفيرجوس أرمسترونج، وآلان جيلسينان، وشون أوسوليفان، وإيمير فينان. كاثال جوان ثم المدير العام، آر تي إي كعضو بحكم المنصب في السلطة. شغلت الهيئة الجديدة منصبها لمدة لا تزيد عن ستة أشهر، بسبب التغييرات المخطط لها بموجب قانون البث لعام 2009 الذي أصبح قانونًا في 12 يوليو 2009، وحل السلطة واستبدالها بمجلس إدارة راديو وتلفزيون أيرلندا (آر تي إي). بموجب المادة 179 (3) من القانون، فإن أي شخص كان عضوًا في السلطة عند توقيع القانون ليصبح قانونًا يستمر كعضو في مجلس الإدارة حتى نهاية فترة ولايته في 24 أغسطس 2009. على عكس هيئة راديو وتلفزيون أيرلندا (آر تي إي)، ليس لدى مجلس إدارة آر تي إي وظيفة التنظيم الذاتي على آر تي إي، حيث تم نقل ذلك إلى هيئة البث المعينة حديثًا في أيرلندا والتي تحل محل هيئة البث في أيرلندا التي تنظم التلفزيون والراديو التجاريين. يساعد هذا في تهدئة أي مخاوف بشأن احتمال التحيز الذي يمكن إدراكه في ظل التنظيم الذاتي السابق من خلال وجود منظم واحد للخدمة العامة والمذيعين الأيرلنديين التجاريين في المستقبل.
في 1 يونيو 2009، ذكرت صنداي إندبندنت أن راديو وتلفزيون أيرلندا (آر تي إي) كانت على وشك الإفلاس. تم رفض مثل هذه التقارير من قبل راديو وتلفزيون أيرلندا (آر تي إي)، على الرغم من أن المنظمة تقر بوجود «صعوبة مالية خطيرة» في ظل الهيكل المالي الحالي، وأن مراجعة إجراءاتها المالية جارية وستنتهي بحلول عام 2010. في 11 يونيو 2009، أبلغ المدير العام لـ راديو وتلفزيون أيرلندا (آر تي إي) كاثال جوان أويرياشتاس أن راديو وتلفزيون أيرلند لم يُفلس وأنه سيتحسن مع نهاية العام. في 3 يوليو 2009، نُشر التقرير السنوي لـ راديو وتلفزيون أيرلندا (آر تي إي) 2008. وتعادل المنظمة في عام 2008. [25] في 29 سبتمبر 2009، كشف راديو وتلفزيون أيرلندا (آر تي إي) عن اقتراح لتجديد مبناه الحالي تقدر تكلفته بـ 350 مليون يورو. إذا تمت الموافقة على المشروع، فسيشهد الاستبدال التدريجي على مدى 10 إلى 15 عامًا لمعظم المباني الحالية في الستينيات والسبعينيات في موقع Donnybrook. سوف يستوعب المبنى الجديد التحول إلى قنوات إضافية عالية الدقة واستوديوهات جديدة. تلقت راديو وتلفزيون أيرلندا (آر تي إي) منذ ذلك الحين موافقة التخطيط من مجلس مدينة دبلن لتقديم طلب لإعادة تطوير موقع Donnybrook للمحطة، وقد تم قبول اقتراح إعادة تطوير الموقع من قبل أعضاء المجالس المحلية في نوفمبر الماضي 2009، وتشمل المرحلة التالية من عملية التخطيط جميع الأطراف التي لديها فرصة لتقديم استئناف مع An Bord Pleanála خلال الأسابيع الأربعة القادمة (بحلول مايو 2010). سيشمل الاقتراح أيضًا بناء مدخل جديد على الطريق المزدوج N11 Stillorgan.
تم تعيين نويل كوران مديرًا عامًا لـ راديو وتلفزيون أيرلندا (آر تي إي) اعتبارًا من 1 فبراير 2011 في 9 نوفمبر 2010 لمدة خمس سنوات، ليحل محل كاثال جوان التي قررت عدم السعي لتمديد فترة السبع سنوات التي انتهت في نهاية يناير 2011. أُعلن في 1 أبريل 2016 أن دي فوربس سيكون المدير العام الجديد.
في عام 2012، بثت راديو وتلفزيون أيرلندا (آر تي إي) إعلانات في يوم عيد الميلاد خلافًا للتقاليد.

## الإيرادات والمصروفات

### الدخل
تم إصدار الأرقام التالية من قبل راديو وتلفزيون أيرلندا كجزء من تقريرهم السنوي في عام 2012. في عام 2012، تلقت آر تي إي ما مجموعه 180,894,000 يورو كتمويل عام من رسوم الترخيص، كما تلقت 127,100,000 يورو من العائدات التجارية. بلغ إجمالي نفقات «آر تي إي» في عام 2012 (327,023,000) يورو. كانت تكاليف إعادة الهيكلة لديهم 46.161.000 يورو في عام 2012. وبلغت خسائر العام 65.147.000 يورو.
| نوع الدخل        | آر تي إي 1 | آر تي إي 2 | تلفزيون آر تي إي | راديو 1 | 2 إف إم | Lyric FM | RnaG   | مجموع الدخل من الراديو | مجموعات الأداء لـ آر تي إي | RTÉ.ie | تكاليف DTT | القنوات الأخرى | دعم TG4 | الإجمالي |
| ---------------- | ---------- | ---------- | ---------------- | ------- | ------- | -------- | ------ | ---------------------- | -------------------------- | ------ | ---------- | -------------- | ------- | -------- |
| رسوم الترخيص     | 56,139     | 53,456     | 109,595          | 14,472  | 5,439   | 5,871    | 10,697 | 36,479                 | 11,949                     | 4,069  | 3,366      | 1,752          | 7,764   | 174,974  |
| الدخل التجاري    | 65,351     | 30,007     | 95,358           | 17,619  | 5,452   | 700      | N/A    | 23,771                 | 2,608                      | 4,295  | N/A        | N/A            | N/A     | 126,032  |
| إجمالي الدخل     | 121,490    | 83,463     | 204,953          | 32,091  | 10,891  | 6,571    | 10,697 | 60,250                 | 14,557                     | 8,364  | 3,366      | 1,752          | 7,764   | 301,006  |
| المصروفات        | 129,737    | 91,313     | 221,050          | 35,720  | 11,488  | 6,571    | 10,697 | 64,476                 | 14,557                     | 8,962  | 3,366      | 1,752          | 7,764   | 321,927  |
| الربح أو الخسارة | (8,247)    | (7,850)    | (16,097)         | (2,125) | (797)   | 0        | 0      | (2,922)                | 0                          | (598)  | 0          | 0              | 0       | (19,617) |

الربح والخسارة تشمل خدمات الراديو والتلفزيون والإنترنت.
يتلقى راديو وتلفزيون أيرلندا (آر تي إي) دخلًا من مصدرين رئيسيين:
- رسوم ترخيص التلفزيون. داخل الولاية، من الضروري دفع رسوم قدرها 160 يورو سنويًا لامتلاك أي قطعة من المعدات قادرة بشكل قانوني على استقبال الإشارات التلفزيونية (وليس بالضرورة تلك الخاصة بـ RTÉ). يتم جمع هذه الأموال بواسطة بريد أيرلندا بالنيابة عن وزير السياحة والثقافة والفنون والغيلية والرياضة والإعلام. تدفع الدولة لمفتشي ترخيص التلفزيون الذين لديهم سلطة الحصول على أوامر تفتيش للمنازل الخاصة وتنفيذها. يمكن أن يؤدي عدم حيازة رخصة تلفزيونية سارية إلى غرامة وسجل جنائي.
- الإيرادات التجارية بما في ذلك بيع الإعلانات والرعاية. في أوائل التسعينيات، فرض الوزير راي بيرك حصصًا للإيرادات التجارية للحد من مقدار الإيرادات التي يمكن لـ آر تي إي الحصول عليها من خلال الإعلانات، في ضوء دخل رسوم ترخيص الشركة. في حين تم إزالة هذه الحصص لاحقًا، لا يزال راديو وتلفزيون آر تي إي يقتصر على 6 دقائق من الإعلانات في الساعة. يمتلك القسم التجاري 0.086٪ من شركة إنتلسات للأقمار الصناعية، والتي باعها في عام 2005.

على الرغم من إلغاء الحصص التجارية، يساهم كل من الإيرادات التجارية ورسوم الترخيص بما يقرب من نصف دخل المنظمة. لا تمول رسوم الترخيص RTÉ 2fm أو RTÉ Aertel أو RTÉ Guide أو موقع RTÉ.ie ، ومع ذلك، يتم تمويل كل من هذه العلامات التجارية بشكل غير مباشر من خلال رسوم الترخيص من خلال استخدام المحتوى الممول من رسوم الترخيص، مثل الأخبار والشؤون الجارية.

### رواتب آر تي إي الخاصة
قال المدير العام لـ آر تي إي في أكتوبر 2009 إنه «لا شك في أنه وفقًا لمعايير اليوم كانت الرواتب المدفوعة لكبار المذيعين في عام 2008 مبالغاً فيها. يجب أن أكرر أنه تم تحديدها في وقت مختلف في واقع تنافسي مختلف حيث قد تكون هذه الموهبة متاحة للصيد غير المشروع من قبل المنظمات الأخرى ومن وجهة نظر آر تي أي في ذلك الوقت، فقد قدمت قيمة مقابل المال». وقالت فاين جايل إن الرواتب المرتفعة «تحك الجروح بالملح» للأشخاص الذين فقدوا وظائفهم أو خسروا رواتبهم بشكل كبير. وانتقد حزب العمل شركة آر تي إي لعدم الإفراج عن البيانات عاجلاً وقال: «يجب أن تكون هذه المعلومات متاحة بسهولة ويجب ألا يكون هناك شك في إخفائها أو جعلها غير قابلة للوصول بأي شكل من الأشكال». العديد من النجوم الأعلى أجراً ليسوا من الناحية الفنية أعضاء في فريق العمل ولكن يتم الدفع لهم من خلال شركات منفصلة، مما يمكنهم هم والمحطة من تجنب دفع الضرائب على رواتبهم.
في ديسمبر 2018، نشرت RTÉ قائمة الرواتب المدفوعة لأفضل 10 شخصيات في عام 2016:
1. ريان توبريدي: 495,000 يورو
2. راي دارسي: 450,000 يورو
3. جو دافي: 389,988 يورو
4. شون أورورك: 308,964 يورو
5. ماريان فينوكين: 300,617 يورو
6. ميريام أوكالاجان: 299,000 يورو
7. كلير بيرن: 216,000 يورو
8. يورو بريان دوبسون: 198,146 يورو
9. جورج هاميلتون : 186,195 يورو
10. ماري ويلسون: 185,679 يورو[36]

## الإدارة

### مجلس الإدارة والمجلس التنفيذي
راديو وتلفزيون أيرلندا (آر تي إي) هي شركة حكومية. بموجب ترتيبات الحوكمة الأصلية (بموجب قانون هيئة الإذاعة لعام 1960) كان مجلس إدارتها يُعرف باسم هيئة راديو وتلفزيون أيرلندا (آر تي إي). تم تعيين أعضاء هيئة راديو وتلفزيون أيرلندا (آر تي إي) من قبل مجلس الوزراء بناءً على توصية وزير الاتصالات والموارد البحرية والطبيعية. كانت هيئة راديو وتلفزيون أيرلندا (آر تي إي) هي المالك القانوني لـ راديو وتلفزيون أيرلندا (بموجب قانون 1960، كانت راديو وتلفزيون أيرلندا (آر تي إي)) وكانت أيضًا الجهة المنظمة لها.
بموجب قانون البث لعام 2009، تغيرت ترتيبات حوكمة راديو وتلفزيون أيرلندا (آر تي إي). تم الاحتفاظ بنموذج الشركة القانوني، لكن القانون الجديد لم يعد يشير إلى مجلس إدارة راديو وتلفزيون أيرلندا (آر تي إي)باعتباره «سلطة» وهو يُعرف الآن ببساطة باسم مجلس الإدارة. من بين 12 عضوًا في مجلس الإدارة الذين حلوا محل سلطة راديو وتلفزيون أيرلندا (آر تي إي)، يعين الوزير ستة، وتقرر لجنة Oireachtas المعنية بالبيئة والمناخ والاتصالات أربعة أسماء لتقديمها إلى الوزير للتعيين، ويتم انتخاب عضو واحد من قبل طاقم راديو وتلفزيون أيرلندا (آر تي إي)، والمدير العام عضو في المجلس بحكم منصبه. تم إعادة تعيين الأعضاء النهائيين لهيئة راديو وتلفزيون أيرلندا (آر تي إي)في مجلس الإدارة الجديد في غضون ذلك. بدأت أحكام القانون المتعلق بهيئة الإذاعة في أيرلندا في 1 أكتوبر 2009 (بموجب الصك القانوني 389 لعام 2009 لقانون البث لعام 2009)، تخضع راديو وتلفزيون أيرلندا (آر تي إي)للتنظيم الخارجي من قبل هيئة الإذاعة في أيرلندا.
تنقسم مؤسسة آر تي إي (راديو ولتفزيون أيرلندا) إلى ستة أقسام أعمال متكاملة (يُطلق عليها "IBDs" داخل RTÉ): تلفزيون RTÉ وراديو RTÉ و RTÉ News and Current Affairs و RTÉ Network و RTÉ Digital و RTÉ Orchestras Quartet & Choirs ، جنبًا إلى جنب مع الخدمات المشتركة المتكبدة مركزيًا (اتصالات المجموعة، الشؤون القانونية والخزينة، الموارد البشرية المركزية ودعم تكنولوجيا المعلومات، التأمين الجماعي والمعاشات التقاعدية، مرافق الممتلكات والموقع، إنتاج دليل RTÉ ، مبيعات النشر والإعلان) والمقر الرئيسي للشركة. تم تشغيل القناة الناطقة باللغة الأيرلندية، TG4 ، كشركة تابعة لـ RTÉ قبل انفصالها عن RTÉ في 1 أبريل 2007.
يعين مجلس إدارة راديو وتلفزيون أيرلندا (آر تي إي) المدير العام الذي يؤدي في الواقع الدور المزدوج للرئيس التنفيذي ورئيس التحرير. يرأس المدير العام المجلس التنفيذي لـ راديو وتلفزيون أيرلندا (آر تي إي)، الذي يتألف من الإدارة العليا للشركة ويضم المدير المالي ومدير الاتصالات والمديرين الإداريين لأقسام التلفزيون والإذاعة والأخبار.

## الخلافات والنزاعات

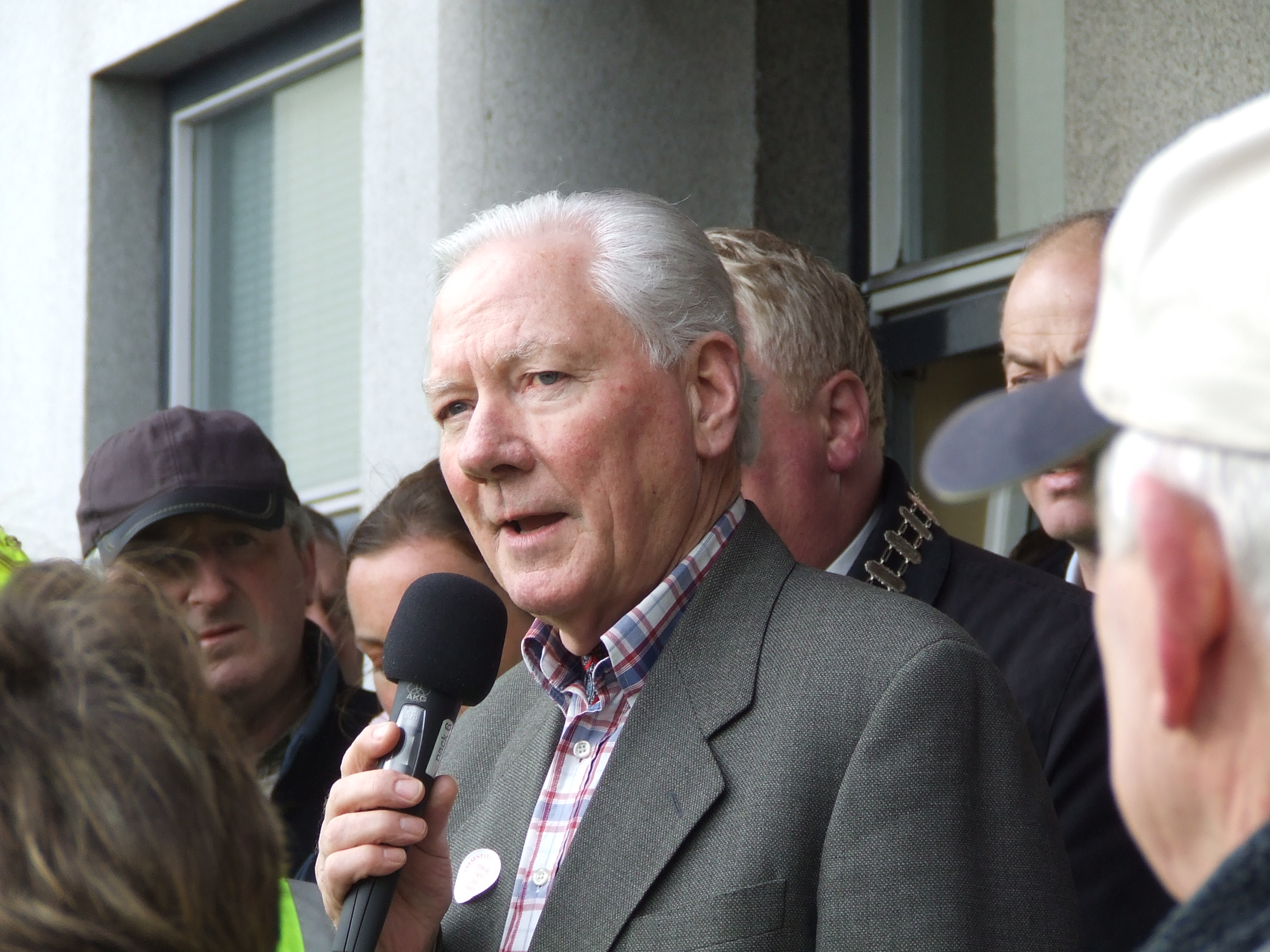
غاي بيرن في حدث عام: تأثير الإعلام في قضايا المنافسة والتشهير

### قضايا المنافسة
في عام 2006، شاركت آر تي إي في قضية للمحكمة العليا تتعلق بالمناقصة المرجعية (بالإنجليزية: referential bidding)‏ فيما يتعلق برعاية توقعات الطقس.
في أكتوبر 2011، أُجبرت آر تي إي على إيقاف مخطط «صفقة الأسهم» الذي كان قد عرضه للمعلنين عندما تقدم TV3 بشكوى إلى هيئة المنافسة.

### موت جيري رايان
أدت وفاة جيري رايان إلى إثارة الجدل بالنسبة لـ آر تي إي عندما ظهر أن آثار الكوكايين كانت «المحفز المحتمل» لموت النجم المفاجئ في 30 أبريل 2010. قال وزير المخدرات بات كاري إنه «فوجئ قليلاً، أولاً وقبل كل شيء، بموقف آر تي إي بالكامل خلال الفترة الماضية»

### قضايا التشهير
في عام 2011، تمت مقاضاة آر تي إي بتهمة التشهير بعد تقديم مزاعم كاذبة حول كاهن. في 23 مايو 2011، بثت آر تي إي برنامج تحقيقات وقت الذروة يسمى Mission to Prey ، والذي ادعى زوراً أن القس اغتصب امرأة وأنجب طفلها أثناء عمله كمبشر في كينيا. في أكتوبر 2011، أصدر آر تي إي اعتذارًا علنيًا، مشيرًا إلى أن المزاعم لا أساس لها من الصحة ولا ينبغي أبدًا بثها. وقال القس إنه كان «يعيش كابوسا» بعد أن نشرت الإذاعة هذه المزاعم. كانت القضية خطيرة بما يكفي لمناقشتها في كلا مجلسي أويرياشتاس. في تشرين الثاني (نوفمبر) 2011، توصل الكاهن المعني إلى تسوية خارج المحكمة مع آر تي إي، حيث وافق آر تي إي على أنهن قد قاموا بتشهيره، ودفع للكاهن مبلغًا كبيرًا من المال كتعويض. نتيجة لذلك، تقاعد المدير الإداري للأخبار إد مولهال، وتم نقل محرر الشؤون الجارية كين أوشي إلى قسم آخر، واستقال المراسل أويف كافانا. وُصفت هذه القضية بأنها «واحدة من أخطر الأخطاء التحريرية على الإطلاق» في تاريخ آر تي إي.

### الخلافات الأخلاقية
تسبب برنامج Late Late Show في كثير الجدل منذ بثه لأول مرة على شاشة التلفزيون في يوليو 1962، لا سيما خلال فترة جاي بيرن، مع "Bishop and the Nightie Affair" في عام 1966 ومقابلة عام 1985 مع زوج من المثليات اللواتي كن راهبات سابقًا. مما أدى إلى اعتصام المتظاهرين في الاستوديو بالترانيم بعد قضية في المحكمة العليا حيث كانت هناك دعوات لحظر برنامج الدردشة بسبب مخاوف من أن «يقوض إلى حد كبير القيم الأخلاقية المسيحية» و «احترام عامة الناس للراهبات». تضمنت الحوادث السيئة السمعة خلال فترة بات كيني أداء فرقة رقص شيطاني.
أحاطت أول فضيحة جنسية على التلفزيون الأيرلندي بإعلان رسم تخطيطي لملابس داخلية من الناليون، يتضمن رسم كاريكاتوري «بذيء ومخل بالأدب» لمارك أنطوني وكليوباترا.
المسلسل الدرامي التلفزيوني The Spike ، الذي تم بثه على قناة آر تي إي عام 1978، كان متورطًا في فضيحة جنسية.

## الشعار

شعار آر تي إي منذ 1961 حتى 1966
شعار آر تي إي منذ 1966 حتى 1969
شعار آر تي إي منذ 1969 حتى 1978
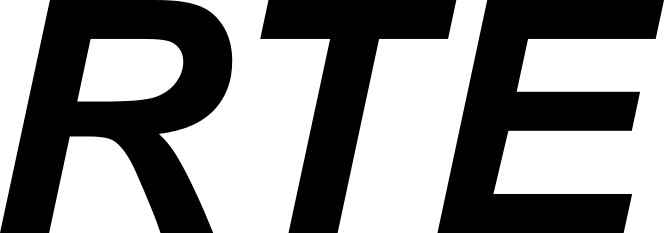
شعار آر تي إي منذ 1978 حتى 1985
شعار آر تي إي منذ 1985 حتى 1995
شعار آر تي إي منذ 1995 حتى الآن
شعار معدل لـ آر تي إي منذ 1995 حتى الآن